# Phthiracarus curtulus
Phthiracarus curtulus är en kvalsterart som beskrevs av Berlese 1923. Phthiracarus curtulus ingår i släktet Phthiracarus och familjen Phthiracaridae. Inga underarter finns listade i Catalogue of Life.